# Costache Negri (gmina)
Costache Negri – gmina w Rumunii, w okręgu Gałacz. Obejmuje tylko jedną miejscowość Costache Negri. W 2011 roku liczyła 2287 mieszkańców. 